# ロバート・クリッペン
ロバート・クリッペン（Robert Laurel Crippen、1937年9月11日-）は、テキサス州ボーモント出身のアメリカ海軍の大佐、アメリカ航空宇宙局の宇宙飛行士である。スペースシャトルで4度飛行し、そのうち3度で機長を務めた。2006年8月26日にジョージ・W・ブッシュ大統領から宇宙名誉勲章を授与された。
フロリダ州マイアミ出身のパンドラ・リー・パケットと結婚しており、結婚前からの子供を含む3人の娘がいる。

## 教育と訓練
テキサス州ニュー・キャニーのニュー・キャニー高校を卒業した後、1960年にテキサス大学オースティン校で航空工学の学士号を得た。彼はシグマ・ガンマ・タウのテキサス支部のメンバーであった。

## キャリア
クリッペンは、アメリカ海軍のAviation Officer Candidate School (AOCS) Programを通して任命された。1962年6月から1964年11月の海軍パイロットだった頃に、彼は何度も航空母艦インディペンデンスの第72攻撃飛行隊(VA-72)に配属され、A-4攻撃機に搭乗した。後にエドワーズ空軍基地のテストパイロット学校に通った。卒業後は、1966年10月に有人軌道実験室の計画に選ばれるまで、エドワーズ空軍基地に留まって教官を務めた。
彼は1969年9月にNASAの宇宙飛行士に選ばれ、スカイラブ2号、スカイラブ3号、スカイラブ4号のミッション及びアポロ・ソユーズテスト計画でサポートを務めた。彼は1981年4月12日から14日に行われた最初のスペースシャトルのミッションであるSTS-1ではパイロットを務め、その後のSTS-7、STS-41-C、STS-41-Gの3度のミッションで機長を務めた。彼はスペースシャトルの最初の飛行を経験した上に、最初の5人飛行（STS-7）、最初の人工衛星修理（STS-41C）、最初の7人飛行（STS-41G）も経験している。バンデンバーグ空軍基地の新しいSLC6発射台から打ち上げられる予定だったSTS-62-Aでも機長に指名されたが、このミッションはチャレンジャー号爆発事故によりSLC6発射台が閉鎖されたことで中止になった。
クリッペンは海軍を引退し、1992年1月から1995年1月まで、ケネディ宇宙センターの責任者を務めた。彼の在任期間中に、センターは22回のスペースシャトルのミッションを成功させた。彼は1万3000人以上の職員を指揮した。彼はまた、最高の安全基準に合う新しい品質維持技術を開発して、25%以上の経費節減を行った。
1990年2月から1992年1月まで、彼はワシントンD.C.のNASA本部でスペースシャトル計画の責任者を務めた。NASA本部では、彼はスペースシャトル計画全体の要求、能力、予算、スケジュール、内容等を管理していた。彼は1987年7月から1989年12月までケネディ宇宙センターの副責任者を務めた。
クリッペンは、1996年12月から2001年4月までATKランチ・システムズ・グループの副社長を務め、スペースシャトルの固体ロケットブースターやその他の軍事用、民間用の固体燃料ロケットの開発に携わった。
ATKランチ・システムズ・グループに入社する前、彼は1995年4月から1996年11月まで、ロッキード・マーティン情報システムの副社長を務めていた。